# Jaana Pelkonen
Jaana Pelkonen (Lahti, 27. siječnja 1977.) finska je televizijska voditeljca i manekenka.
U Finskoj je postala poznata nakon što je vodila kviz Tilt.tv i zabavni program FarOut. Uz to, dva puta je vodila finske kvalifikacije za Eurosong. Godine 2007. diplomirala je političke znanosti u Helsinkiju. Zajedno s Mikkom Leppilampijom vodila je Eurosong 2007.

## Vanjske poveznice
- Jaana Pelkonen u internetskoj bazi filmova IMDb-u (engl.)